# Polowat
Polowat, o Poluwat, è un atollo corallino e una municipalità di Chuuk, uno degli Stati Federati di Micronesia. Poluwat è situata nella distretto nord-ovest di Oksoritod. L'atollo è composto da cinque isolette con una superficie complessiva di 3.4 km²:
1. Polowat
2. Bangelab
3. To
4. Alet
5. Sau

L'atollo Polowat Atoll ha al suo interno una piccola laguna, confrontandolo con altri atolli micronesiani, la cui superficie è soltanto di 7 km². Alet ad ovest e Polowat ad est, le due maggiori isole dell'atollo, hanno alberi di Artocarpus altilis al centro e palme di cocco lungo le spiagge. 
Lungo il bordo settentrionale della scogliera,  fra Polowat e Alet, ci sono le isolette Bangelab e To. La punta settentrionale dell'atollo è l'isoletta Sau, con 0.02 km² è la più piccola. Anche se boschiva, questa piccolissima isoletta possiede poche palme da cocco. A nord est di Alet sono presenti bunker giapponesi usati durante il secondo conflitto mondiale e una torre bianca, alta 40 metri. A Polowat è presente una stazione radio.
L'atollo Polowat e in particolare l'isola Alet sono le terre più ad ovest di Chuuk.
Come insediamenti abitativi, ci sono tre villaggi nella parte ovest dell'isola Polowat, affacciati sulla laguna, con una popolazione totale di 1.015 (censimento del 2008), da nord a sud:
1. Relong
2. Lugav
3. Rewo

Il banco Uranie, posizionato a 26 km a sud est di Polowat, ha una profondità che oscilla fra gli 11 e i 61 metri. Insieme all'atollo Polowat, è considerato parte di un grande atollo sommerso, la cui struttura copre complessivamente 332 km².
Il banco Enderby, con una profondità di 16 metri, dista 5 km da Alet.